# Ville de Blue Mountains
La ville de Blue Mountains (en anglais : City of Blue Mountains) est une zone d'administration locale située dans l'État de Nouvelle-Galles du Sud. en Australie. Katoomba en est la localité la plus peuplée et abrite le siège des institutions de la ville.

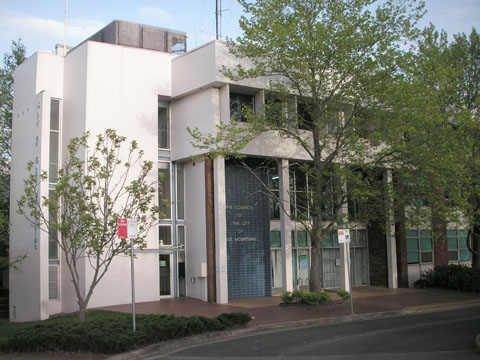
Bâtiment du conseil de la ville de Blue Mountains à Katoomba

## Géographie
La ville doit son nom à la chaîne des Montagnes bleues dans laquelle elle est située, dans la grande banlieue ouest de Sydney. Elle comprend une zone habitée formée d'un chapelet de petites localités qui s'étend d'est en ouest le long d'une voie ferrée. Elle possède un territoire de 1 430 km2 dont 70 % s'étend sur le parc national des Montagnes bleues qui se trouve au nord et au sud de la partie urbanisée.
Elle abrite Katoomba et Springwood, ainsi que les localités de Bell, Blackheath, Blaxland, Bullaburra, Faulconbridge, Glenbrook, Hazelbrook, Lapstone, Lawson, Leura, Linden, Medlow Bath, Mount Riverview, Mount Victoria, Springwood, Sun Valley, Valley Heights, Warrimoo, Wentworth Falls, Winmalee, Woodford et Yellow Rock. 

## Histoire
La municipalité de Katoomba est créée en 1889 et intégrée le 1er octobre 1947 au sein de la ville de Blue Mountains.

## Démographie
| 2001   | 2006   | 2011   | 2016   | 2021   |
| ------ | ------ | ------ | ------ | ------ |
| 73 675 | 74 067 | 75 942 | 76 904 | 78 121 |

## Politique et administration

### Administration locale
La ville est dirigée par un conseil de douze membres, à raison de trois par wards, élus pour un mandat de quatre ans, qui à leur tour élisent le maire. Les dernières élections ont eu lieu le 14 septembre 2024.

### Composition du conseil
| Élections | Parti travailliste | Parti libéral | Verts | Indépendants |
| --------- | ------------------ | ------------- | ----- | ------------ |
| 2016      | 5                  | 4             | 2     | 1            |
| 2021      | 6                  | 3             | 2     | 1            |
| 2024      | 9                  | -             | 2     | 1            |

### Liste des maires
| Période           | Période        | Identité         | Étiquette    | Qualité |
| ----------------- | -------------- | ---------------- | ------------ | ------- |
| septembre 1995    | septembre 1999 | Michael Neall    |              |         |
| septembre 1999    | septembre 2008 | Jim Angel        | Travailliste |         |
| septembre 2008    | septembre 2010 | Adam Searle (en) | Travailliste |         |
| septembre 2010    | septembre 2013 | Daniel Myles     | Libéral      |         |
| 17 septembre 2013 | en fonction    | Mark Greenhill   | Travailliste |         |

### Circonscriptions électorales
La zone est rattachée à la circonscription de Macquarie pour les élections fédérales et à celles de Blue Mountains et Penrith pour les élections à l'Assemblée législative de Nouvelle-Galles du Sud.

### Jumelages
Flagstaff (Arizona, États-Unis)

 Sanda (Japon)